# Casiomys
Casiomys – rodzaj ssaków z podrodziny bawełniaków (Sigmodontinae) w obrębie rodziny chomikowatych (Cricetidae).

## Rozmieszczenie geograficzne
Rodzaj obejmuje gatunki występujące w Meksyku, Gwatemali, Hondurasie, Salwadorze, Nikaragui, Kostaryce, Panamie, Kolumbii i Ekwadorze.

## Morfologia
Długość ciała (bez ogona) 80–151 mm, długość ogona 89–150 mm, długość ucha 14–22 mm, długość tylnej stopy 24–33 mm; masa ciała 20–55 g.

## Systematyka
Rodzaj zdefiniował w 2024 roku amerykański teriolog Robert S. Voss, w artykule zatytułowanym Nowy rodzaj „Grupy Alfaroi” z Oryzomys sensu lato (Rodentia: Cricetidae: Sigmodontinae), opublikowanym w czasopiśmie „American Museum novitates”. Gatunkiem typowym jest (oryginalne oznaczenie) kolumbiarek mały (C. alfaroi).

### Etymologia
Casiomys: gr. κασις kasis ‘rodzeństwo’; μυς mus, μυoς muos ‘mysz’.

### Podział systematyczny
Do rodzaju należą następujące gatunki:
| Grafika | Gatunek               | Autor i rok opisu    | Nazwa zwyczajowa       | Podgatunki         | Rozmieszczenie geograficzne | Podstawowe wymiary                                | Status IUCN |
| ------- | --------------------- | -------------------- | ---------------------- | ------------------ | --- | ------------------------------------------------- | ----------- |
|         | Casiomys rostratus    | (C.H. Merriam, 1901) | kolumbiarek długonosy  | gatunek monotypowy | wschodni i południowy Meksyk (włącznie z półwyspem Jukatan), północna Gwatemala, południowo-zachodni Honduras, Salwador i Nikaragua; zakres wysokości: 0–1500 m n.p.m. | DC: 10–14 cm DO: 12–15 cm MC: 30–55 g             | LC          |
|         | Casiomys chapmani     | (O. Thomas, 1898)    | kolumbiarek mgielny    | gatunek monotypowy | endemit Meksyku: Sierra Madre Wschodnia i wyżyny Oaxacy; zakres wysokości: 1550–2500 m n.p.m.                                                                          | DC: 8–15,1 cm DO: 9,4–11,4 cm MC: 20–44 g         | VU          |
|         | Casiomys melanotis    | (O. Thomas, 1893)    | kolumbiarek czarnouchy | gatunek monotypowy | endemit Meksyku: od południowej Sinaloi do południowo-zachodniej Oaxacy; zakres wysokości: 0–2000 m n.p.m.                                                             | DC: 8,7–11,8 cm DO: 9,9–13,5 cm MC: około 25 g    | LC          |
|         | Casiomys guerrerensis | (A.E. Goldman, 1915) |                        | gatunek monotypowy | endemit Meksyku: Sierra Madre Południowa; zakres wysokości: 1000–2500 m n.p.m.                                                                                         | DC: 10,5–11 cm DO: 11,6–11,8 cm MC: brak danych   | NE          |
|         | Casiomys saturatior   | (C.H. Merriam, 1901) | kolumbiarek deszczowy  | gatunek monotypowy | Meksyk (Chiapas), Honduras, Salwador i północno-zachodnia Nikaragua; zakres wysokości: 750–2500 m n.p.m.                                                               | DC: 9–10,3 cm DO: 10,5–12,2 cm MC: brak danych    | LC          |
|         | Casiomys rhabdops     | (C.H. Merriam, 1901) | kolumbiarek pręgowany  | gatunek monotypowy | południowy Meksyk (środkowe Chiapas) oraz wyżyny zachodnio-środkowej i wschodnio-środkowej Gwatemali; zakres wysokości: 1300–3000 m n.p.m.                             | DC: 11,4–11,7 cm DO: 13,8–14,1 cm MC: brak danych | EN          |
|         | Casiomys alfaroi      | (J.A. Allen, 1891)   | kolumbiarek mały       | gatunek monotypowy | wschodni i południowy Meksyk przez Amerykę Centralną do północno-zachodniej Kolumbii i południowo-zachodniego Ekwadoru; zakres wysokości: 0–2500 m n.p.m.              | DC: 9–10,6 cm DO: 8,9–10,1 cm MC: 20–32 g         | LC          |

Kategorie IUCN:  LC  – gatunek najmniejszej troski,  VU  – gatunek narażony,  EN  – gatunek zagrożony;  NE  – gatunki niepoddane jeszcze ocenie.